# ام‌وی الها
ام‌وی الها (به انگلیسی: MV Elwha) یک کشتی است که طول آن ۳۸۲ فوت ۲ اینچ (۱۱۶٫۵ متر) می‌باشد. این کشتی در سال ۱۹۶۷ ساخته شد.